# 因萊特 (紐約州非建制地區)
因萊特（英語：Inlet）是位於美國紐約州漢密爾頓縣的非建制地區。

## 地理
因萊特所處的海拔為高於海平面533米（即1749英呎），而該地所採用的時區為UTC-5，即北美东部时区（EST）。同時該地設有夏令時間，為UTC-5調快一小時，即UTC-4（EDT）。